# Вігго Кампманн
Олферт Вігго Фішер Кампманн (дан. Olfert Viggo Fischer Kampmann; 21 липня 1910 — 3 червня 1976) — данський політичний і державний діяч, глава уряду країни з лютого 1960 до вересня 1962 року.

## Життєпис
Народився у Фредеріксберзі, здобув освіту в галузі політології.
1950 року вперше став міністром фінансів, але при цьому не був членом парламенту. Лише 1953 був обраний до фолькетінга та знову отримав портфель міністра фінансів. Коли 1960 помер Ганс Кристіан Гансен, Вігго Кампманн очолив уряд. За два роки йому довелось піти з посади через численні серцеві напади.